# 捨奸
捨奸（日语：／ Sutegamari）是日本戰國時代的九州戰國大名島津氏所用的戰法之一。因為在關原之戰中，島津義弘以此戰法撤退而廣為人知（島津の退き口）。別稱座禪陣。

## 概要
在本隊撤退之際，從殿軍（斷後部隊）中留下小部隊（足止め隊）在戰場，令其拚死阻止敵軍前進，直到這支小部隊全滅後，再留下新的小部隊在退路上，如此不斷重複以爭取時間來讓本隊逃出。這些小部隊作為棄子，幾乎沒有生還的可能，因此捨奸實際上是類似自割的戰法。
在關原之戰中，島津軍因為所屬的西軍崩壞，周圍已被德川軍包圍，於是以已經減少到餘下300人的兵力，向敵軍的前衛福島正則隊正面突破，並運用捨奸戰法，經由伊勢街道撤退。在退路上，數名持鐵炮的士兵因為很難瞄準敵人，於是為了增加射擊的命中率而盤腳坐下，狙擊敵方追擊部隊的指揮官，並持槍向敵軍突擊。德川方的松平忠吉、井伊直政、本多忠勝等不斷追擊島津隊，但是忠吉和直政身受重傷（更有說法指直政因為這次受的傷而病死），而忠勝則墮馬，於是島津軍成功令島津義弘逃走。此戰法是擁有許多鐵炮、善於射擊、而且勇猛果敢的島津軍才可能有效地運用，但是義弘亦在此戰中，失去姪兒島津豐久、家老長壽院盛淳等將兵，生還並返回薩摩國的只有80餘人。